# Saison 2 d'American Horror Stories
Chronologie
Saison 1 Saison 3
La deuxième saison d’American Horror Stories, série télévisée américaine, est constituée de huit épisodes, diffusée du 21 juillet 2022 au 8 septembre 2022 sur la plateforme Hulu.

## Liste des épisodes

### Épisode 1:Maison de poupées
- États-Unis : 21 juillet 2022 sur Hulu
- Mondial : 31 août 2022  sur Disney+ Star
- France : 12 octobre 2022 sur Disney+ Star (en VF)

- Denis O'Hare (VF : Nicolas Marié) : Mr. Samuel Van Wirt
- Kristine Frøseth (VF : Valérie Bescht) : Coby Dellum
- Houston Jax Towe (VF : Clara Soares) : Otis "Spalding" Van Wirt
- Abby Corrigan (VF : Alexia Papineschi) : Aurelia
- Simone Recasner (VF : Eve Reinquin) : Harlene
- Maryssa Menendez (VF : Olivia Nicosia) : Faye
- Emily Morales-Cabrera (VF : Joy Feldman) : Bonnie
- Matt Lasky (VF : sans dialogues) : Eustace
- Caitlyn Dulany (VF : Anna Lauzeray Gishi) : Anna Leigh Leighton

À la fabrique de jouets Van Wirt, Coby Dellum, une jeune femme à la recherche d'un emploi, passe un entretien d'embauche en compagnie de Samuel Van Wirt, le patron de l'entreprise. Ce dernier considère les poupées comme étant la représentation parfaite de l’œuvre de dieu, à savoir des individus ne commettant aucun péché. Malgré les compétences de la jeune femme, Van Wirt refuse de l'embaucher, et son assistant Eustace la kidnappe. 
Coby se réveille en compagnie d'autres femmes immobiles déguisées en poupées dans la "maison de poupée privée" de Van Wirt. Il lui annonce qu'elle a été retenue pour participer à un concours. Van Wirt et Eustace quittent les lieux, puis les autres femmes masquées accueillent Coby. Une rivalité s'installe rapidement entre elle et Aurélia, une autre femme kidnappée, puisque Coby est arrivée après que ces dernières aient déjà effectué des épreuves. Elles lui expliquent que le concours sert en fait à déterminer qui remplacera la mère décédée d'Otis, le fils de Van Wirt. Harlene explique à Coby que Van Wirt a en fait tué sa femme après que cette dernière l'ait trompée.
Une sonnette d'alarme retentit et les femmes se dépêchent de choisir un costume de poupée, avant de descendre et de poser dans le salon afin qu'Otis joue avec elles. Coby, déguisée en clown et désignée par le petit garçon, lui propose un tour de magie afin de le dissuader de se débarrasser d'elle. Il ordonne à Coby de faire bouger un jouet, mais il demeure sceptique, et exige qu'elle recommence. 
Plus tard dans leurs chambres, Aurelia, furieuse, demande des explications à Coby sur son tour de magie, mais l'alarme retentit à nouveau, signalant une épreuve. À la demande de Van Wirt, elles doivent dresser parfaitement une table, tandis que la perdante sera éliminée. Faye ressort perdante de l'épreuve, puis Eustace l'électrocute et la jette dans un puits. 
Le lendemain matin, Otis est de retour. Coby lui révèle qu'elle a un don de télékinésie et pense qu'ils peuvent sympathiser, puis il laisse entendre qu'il espère que ce sera elle qui gagnera. Elle essaie par la même occasion de lui faire demander à son père d'épargner les autres poupées et promet d'être une mère parfaite s'il parvient à le convaincre. Mais le soir venu, Otis trouve son père en colère et n'ose pas y demander la requête de Coby.
Une nouvelle épreuve a lieu le lendemain et consiste à effectuer le repassage parfait d'une chemise. Bonnie perd l'épreuve et est tuée par Eustace. Alors qu'Aurelia écoute une discussion entre Harlene et Coby, elle libère sa colère et poignarde Coby, qui est en fait un mannequin arborant son costume. Coby, qui a anticipé sa réaction, révèle aux deux femmes qu'elle a un plan pour s'échapper.
Une troisième épreuve est annoncée et Van Wirt explique les instructions aux poupées, qui sont en fait des leurres. Coby dévérouille la porte par télékinésie et les trois femmes s'enfuient. Une fois dehors, elle insiste pour emmener Otis, mais Harlene et Aurelia préfèrent s'enfuir. Alors qu'il finit d'énoncer les instructions, Van Wirt s'aperçoit de la supercherie.
Dans la forêt, Harlene chute et supplie Aurelia de l'attendre, et alors que cette dernière s'apprête à la tuer, Eustace surgit et les tue toutes les deux. Pendant ce temps, Coby convainc Otis de la suivre, mais il l'électrocute avec un aiguillon à bétail. Elle se réveille attachée à une table et Van Wirt lui révèle qu'il avait eu connaissance de leur plan grâce à des micros cachés dans des poupées en plastique. Elle se rend compte que la table est en fait un grand moule de poupée, puis son corps se fait recouvrir de plastique. 

### Épisode 2:Aura
- États-Unis : 28 juillet 2022 sur Hulu
- Mondial : 7 septembre 2022  sur Disney+ Star
- France : 12 octobre 2022 sur Disney+ Star (en VF)

- Gabourey Sidibe (VF : Fily Keita) : Jaslyn Taylor
- Max Greenfield (VF : Sébastien Desjours) : Bryce Taylor
- Joel Swetow (VF : Philippe Ariotti) : Dayle Hendricks
- Lily Rohren (VF : Marion Huguenin) : Mary Jeane Burkett
- Vince Yap (VF : Laurent Gris) : Hwan
- Nancy Linehan Charles (VF : Dominique MacAvoy) : Mrs. Hendricks

### Épisode 3:Course poursuite
- États-Unis : 4 août 2022 sur Hulu
- Mondial : 14 septembre 2022  sur Disney+ Star
- France : 12 octobre 2022 sur Disney+ Star (en VF)

- Bella Thorne (VF : Claire Baradat) : Marci
- Nico Greetham (VF : Alexandre Nguyen) : Paul Theodore Winowski
- Anthony De La Torre (VF : Gauthier Battoue) : Chaz
- Billie Bodega (VF : Corinne Wellong) : Piper
- Austin Woods (VF : Xavier Couleau) : Wyatt

### Épisode 4:Les Laitières
- États-Unis : 11 août 2022 sur Hulu
- Mondial : 21 septembre 2022  sur Disney+ Star
- France : 14 novembre 2022 sur Disney+ Star (en VF)

- Cody Fern (VF : Maxime Baudouin) : Thomas Browne
- Julia Schlaepfer (VF : Julia Boutteville) : Celeste
- Seth Gabel (VF : Alexandre Gillet) : le pasteur Walter
- Addison Timlin : Delilah
- Ian Sharkey : Edward Browne

### Épisode 5:Bloody Mary
- États-Unis : 18 août 2022 sur Hulu
- Mondial : 28 septembre 2022  sur Disney+ Star
- France : 7 novembre 2022 sur Disney+ Star (en VF)

- Dominique Jackson (VF : Géraldine Asselin) : Bloody Mary
- Quvenzhané Wallis (VF : Lila Lacombe) : Bianca
- Raven Scott (VF : Jaynelia Coadou) : Elise
- Kyla Drew (VF : Alice Orsat) : Maggie
- Kyanna Simone (VF : Cindy Lemineur) : Lena Lawrence
- Shane Callahan : Robert
- Ryan D. Madison : Anna
- Tiffany Yvonne Cox : Ms. Brooks

### Épisode 6:Lifting
- États-Unis : 25 août 2022 sur Hulu
- Mondial : 5 octobre 2022  sur Disney+ Star
- France : 7 novembre 2022 sur Disney+ Star (en VF)

- Judith Light (VF : Véronique Augereau) : Virginia Mallow
- Rebecca Dayan (VF : Marie Chevalot) : Dr. Enid Perle
- Britt Lower (VF : Olivia Nicosia) : Fay Mallow
- Todd Waring (VF : Michel Voletti) : Bernie
- Cornelia Guest (VF : Marie Bouvier) : Cassie Brooks
- Carey Scott (VF : Olivier Cordina) : Grady

### Épisode 7:Nécro
- États-Unis : 1er septembre 2022 sur Hulu
- Mondial : 12 octobre 2022  sur Disney+ Star
- France : 7 novembre 2022 sur Disney+ Star (en VF)

- Madison Iseman (VF : Zina Khakhoulia) : Sam
- Cameron Cowperthwaite (VF : Jim Redler) : Charlie
- Spencer Neville (VF: Clément Moreau) : Jesse
- Jeff Doucette (VF : Michel Voletti) : Henderson
- Sara Silva : Dani
- Jessika Van (VF : Anna Lauzeray Gishi) : Poppy

### Épisode 8:Le Lac
- États-Unis : 8 septembre 2022 sur Hulu
- Mondial : 19 octobre 2022  sur Disney+ Star
- France : 14 novembre 2022 sur Disney+ Star (en VF)

- Alicia Silverstone (VF : Rafaèle Moutier) : Erin
- Teddy Sears (VF : Sylvain Agaësse) : Jeffrey
- Olivia Rouyre (VF : Elsa Davoine) : Finn
- Bobby Hogan (VF : Maxime Baudouin) : Jake
- Heather Wynters (VF : Catherine Lafond) : Millie Boone
- Jarrod Crawford (VF : Serge Biavan) : shérif Maldack